# Lasurmeise
Die Lasurmeise (Cyanistes cyanus, Syn.: Parus cyanus) ist eine Vogelart aus der Familie der Meisen (Paridae). Es werden mehrere Unterarten unterschieden.

## Beschreibung
Lasurmeisen gehören zur selben Gattung wie die Blaumeisen und sehen diesen in der Körperform sehr ähnlich.
Sie sind mit 12 bis 13 Zentimeter Länge nur wenig größer, diese Größe wird nur durch einen ein klein wenig längeren Schwanz erreicht. Ihr Gefieder ist weißblau mit schwarzem Augenstreif in einem weißen Kopf. Der Bauch ist weiß, ebenso eine breite Binde auf den Flügeldecken. Es kommen jedoch aufgrund der engen Verwandtschaft Hybride zwischen Blau- und Lasurmeise vor, denen die gelben und grünen Anteile der Blaumeise weitestgehend fehlen, die jedoch eine blaue Kappe haben („Pleskemeise“).
Männchen und Weibchen sehen gleich aus.
Die Rufe sind meisentypisch und ähneln denen der Blaumeise.

## Verbreitung und Lebensraum

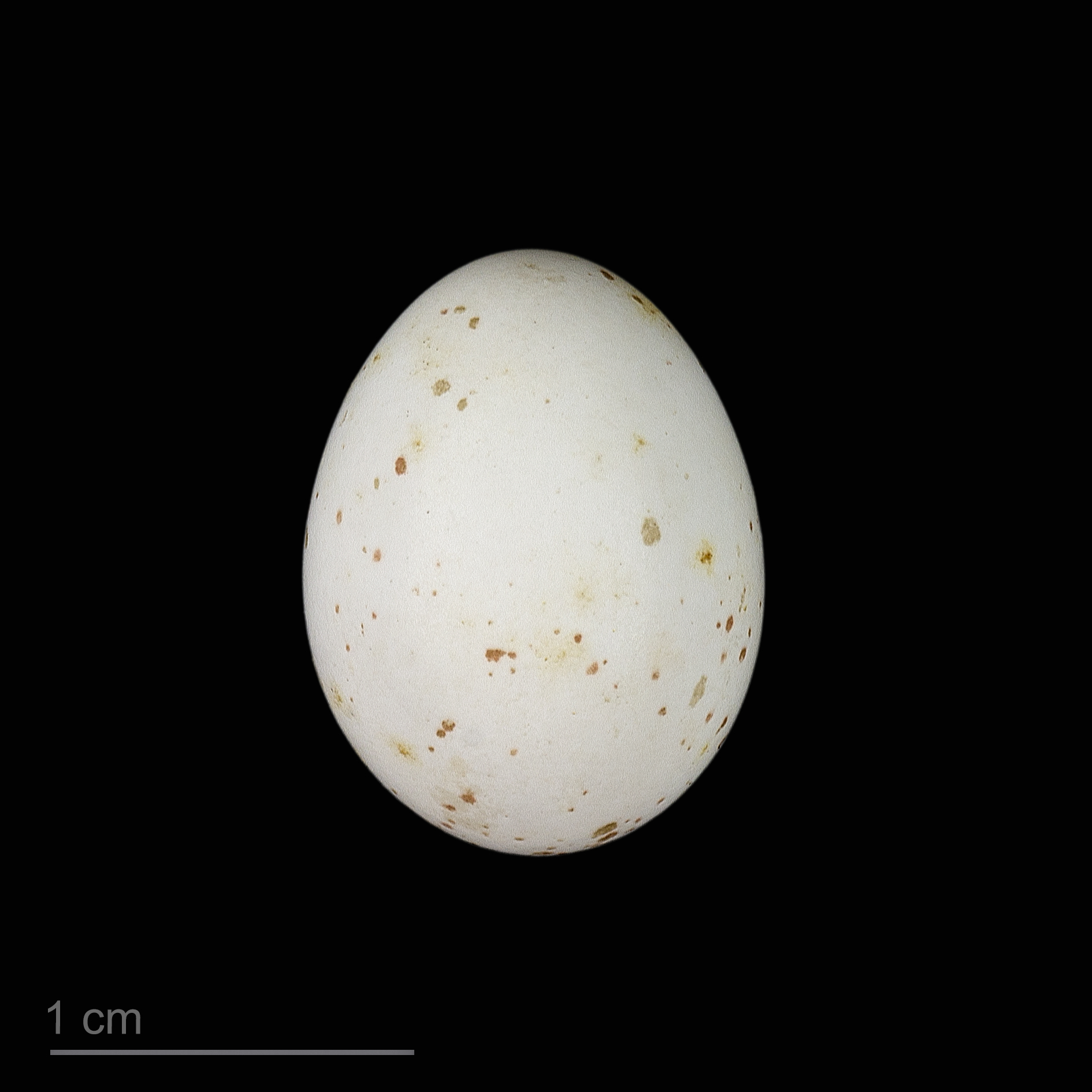
Cyanistes cyanus tianschanicus, Sammlung Museum von Toulouse

Verbreitung der Lasurmeise:
Ganzjähriges Vorkommen

Die Lasurmeise ist ein Brutvogel der Zentral- und Ostpaläarktis in der borealen Zone und in Bergregionen. Das Verbreitungsgebiet überlappt sich in einigen Regionen mit dem der Blaumeise. Grundsätzlich ist die Lasurmeise ein Standvogel. Es kommt jedoch gelegentlich zu weiten Wanderungen einzelner kleiner Individuengruppen mit Evasionscharakter. In Mitteleuropa ist die Lasurmeise gelegentlich ein Irrgast.
Der Lebensraum der Lasurmeise sind lichte Laub- und Mischwälder. Sie kommen östlich von Moskau vor.
Die Lasurmeise brütet in Höhlen alter Bäume in einer Höhe von etwa 1,00 – 1,50 m, besonders in Weiden.

## Brutbiologie

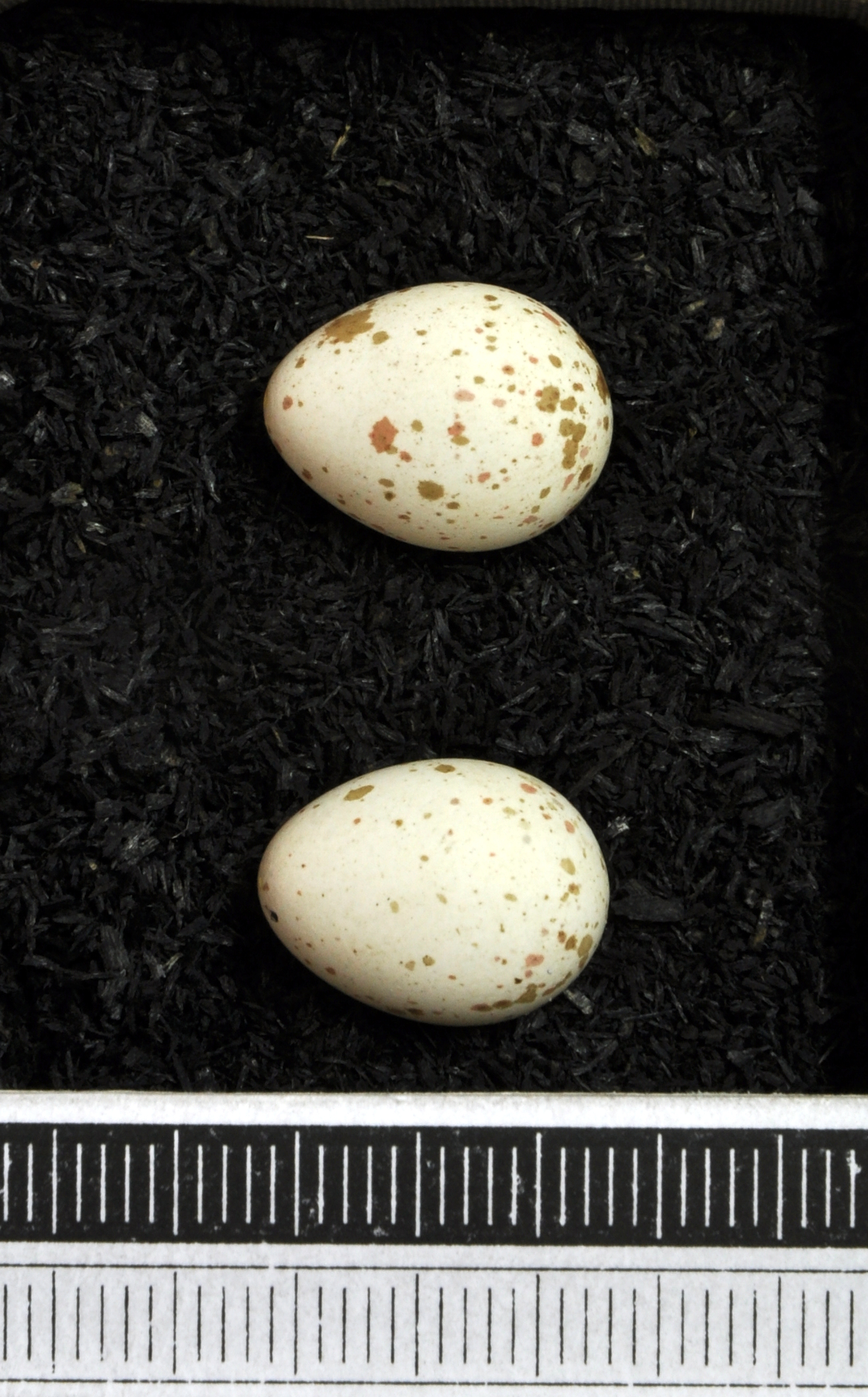
Eier, Sammlung Museum Wiesbaden

Der Vogel hat eine Brut im Jahr. Die Brutzeit ist die 2. Maihälfte. Die Eiablage ist täglich bis zu einer Gelegegröße von 10–11 Eier.
Der Brutbeginn ist wahrscheinlich nach der Ablage des letzten Eies. Die Bebrütung erfolgt durch die Henne. Die Brutdauer beträgt 13 bis 14 Tage.

## Belege

### Einzelbelege
1. ↑   Bauer et al., S. 102